# Gift (TRY-TONEのアルバム)
『Gift』（ギフト）は、TRY-TONEの17枚目のオリジナル・アルバム。販売元は石田事務所。

## 概要
- 3年ぶりの新作。

## 収録曲
1. L-O-V-E [2:58]
作詞：Milt Gabler
作曲：Bert Kaempfert
編曲：多胡淳
2. しあわせもあこがれも [4:00]
作詞：川江美奈子
作曲：川江美奈子、貞國公洋
編曲：松永ちづる、多胡淳
3. きみはぼくのともだち [4:17]
作詞：原田郁子
作曲：永積タカシ
編曲：多胡オサム
4. From the Bottom of My Heart [4:28]
作詞・作曲：スティーヴィー・ワンダー
編曲：多胡淳
5. Blame It On My Youth [4:00]
作詞：Edward Heyman
作曲：Oscar Levant
編曲：松永ちづる
6. 歌声に包まれたなら [4:14]
作詞・作曲・編曲：松永ちづる
7. 誓い～PROMISE FOR TOMORROW～ [3:57]
作詞：湯川れい子
作曲：神山純一
編曲：川江美奈子